# Красимир Кавалджиев
Красимир Стефанов Кавалджиев е български преводач от френски език.

## Биография
Красимир Кавалджиев е български преводач от и на френски език, роден на 1 декември 1969 г. в Сливен. Завършва френска гимназия в родния си град (1988) и френска филология и културология в Софийския университет (1995) с дипломна работа на тема „Образът на града в краевековната символистична поезия“. В продължение на четири години работи като експерт в управление „Международно културно сътрудничество“ в Министерството на културата. Специализира управление на културни институции в Университета Париж-III: Нова Сорбона (1999 – 2000) (дипломна работа: „Пазарът на българската книга във Франция“) и сравнително литературознание в Школата за социални науки в Париж (2000 – 2002) (дипломна работа: „Образи и функции на Аза в романа Мъртвата Брюге от Жорж Роденбах“). Работил е като писмен преводач в няколко европейски институции.
Превел е на френски за издателствата L'Esprit des péninsules и Le Soupirail романа „Сърцето в картонената кутия“ от Светослав Минков и Константин Константинов съвместно с Ерик Ноло (1993, 1998), разкази от Йордан Радичков в два сборника: „Черкаски разкази“ (1998) и „Козята брада“ (2001) съвместно с Мари Врина и Бернар Лори, романите „Сбогом Шанхай“ от Анжел Вагенщайн (2004), „Плячка“ от Георги Гроздев (2015) и „Дилетант“ от Чавдар Мутафов (2016), сборника с разкази „Невъзможно синьо“ от Здравка Евтимова (2019) и „Скитащи души: антология на български поети символисти“ (2020).
Като студент публикува преводи на български в седмичниците „Литературен вестник“, „Литературен форум“ и „Култура“. Превежда художествени произведения и хуманитаристика: „Щастлива смърт“ от Албер Камю, „Големите блондинки“ и „Тръгвам си“ от Жан Ешноз, „Въведение във фантастичната литература“ от Цветан Тодоров, „Гласът и феноменът“ от Жак Дерида, „Пътувам себе си“ от Юлия Кръстева, „Вила Амалия“ от Паскал Киняр, „Виното на мъртвите“ от Ромен Гари, „Чудовище“ от Жерар Депардийо, „Мандрагората“ от Жан Лорен, както и романи от френскоезичните белгийски писатели Жорж Роденбах („Мъртвата Брюге“), Жан-Филип Тусен („Банята“, „Бягам“), Андре-Марсел Адамек („Забраненият празник“, „Един глупак на припек“), събраните поетически съчинения на Морис Метерлинк под заглавие „Аналогии“, „Курс по обща семиотика“ от Жан-Мари Клинкенберг и др.
Член на Съюза на преводачите в България, бивш член на Асоциацията на белгийските преводачи на художествена литература и на Белгийския франкофонски ПЕН център.

## Награди
През 2002 г. получава преводаческата награда на Френската общност на Белгия за популяризиране на френскоезичната белгийска литература в България, а през 2016 г. – Специалната награда на Съюза на преводачите в България за превода на френски на „Дилетант“ от Чавдар Мутафов.